# Mamey Grande de Arriba
Mamey Grande de Arriba är en ort i Mexiko.   Den ligger i kommunen Compostela och delstaten Nayarit, i den centrala delen av landet, 600 km väster om huvudstaden Mexico City. Mamey Grande de Arriba ligger 118 meter över havet och antalet invånare är 105.
Terrängen runt Mamey Grande de Arriba är huvudsakligen kuperad, men västerut är den platt. Runt Mamey Grande de Arriba är det ganska tätbefolkat, med 54 invånare per kvadratkilometer. Närmaste större samhälle är Las Varas, 8,0 km nordväst om Mamey Grande de Arriba. I omgivningarna runt Mamey Grande de Arriba växer i huvudsak städsegrön lövskog.